# Gråstrupig myrvireo
Gråstrupig myrvireo (Herpsilochmus parkeri) är en fågel i familjen myrfåglar inom ordningen tättingar.

## Utseende och läte
Gråstrupig myrvireo är en 12 cm lång gråsvart fågel. Hanen har svart hjässa och tygelstreck. Undersidan är gråaktig, ovansidan mörkgrå med mörka fläckar. Vingarna är svartaktiga med vita spetsar på vingtäckarna som formar vingband och vitaktiga kanter på vingpennorna. Stjärten är svart med mestadels vita yttre stjärtpennor och stora vita fläckar på de övriga. 
Honan har svart hjässa med vita fläckar och svart streck bakom ögat. På huvudet syns vidare ockrafärgad panna, beigefärgat ögonbrynsstreck och mörkbeige strupe. Även bröstet är beige, men buken vit och flankerna beigegrå. Ovansidan är ljusgrå med beigefärgad anstrykning. Vingar och stjärt är tecknade i stort som på hanen. Lätet består av en accelererande och något fallande drill som inleds med flera väl skilda toner.

## Utbredning och status
Fågeln förekommer i Andernas östsluttning i norra och centrala Peru (San Martín). IUCN kategoriserar arten som sårbar.

## Namn
Fågelns vetenskapliga artnamn hedrar Theodore "Ted" Albert Parker III (1953-1993), amerikansk fältornitolog känd för sin kunskap av neotropiska fåglar som omkom i en flygolycka.